# Richard Abegg
Pour les articles homonymes, voir Abegg.
Richard Abegg (né le 9 janvier 1869 à Dantzig et mort le 3 avril 1910 à Tessin), est un chimiste allemand.

## Biographie
Richard Abegg est né le 9 janvier 1869, fils d'un conseiller au commerce et à l'amirauté. Il est élève du Wilhelmgymnasium à Berlin, puis étudie à Tübingen en 1886 et 1887. Il s'inscrit à l'université de Kiel en 1888 pour étudier la chimie physique avant de retourner à Berlin où il passe sa thèse de doctorat le 19 juillet 1891 auprès du professeur August Wilhelm von Hofmann avec un travail sur le chrysène et ses dérivés. Il travaille ensuite en tant qu'assistant du professeur Wilhelm Ostwald à Leipzig, du professeur Svante Arrhenius à Stockholm et Walther Nernst à Göttingen.
En 1899, Abegg devient Privatdozent (maître de conférence) et directeur de l’institut de chimie à Breslau. Un an plus tard, il passe son habilitation à diriger les recherches en tant que professeur d'université extraordinaire. Clara Immerwahr étudie et passe son doctorat auprès de lui. En 1909, il devient professeur ordinaire à l'École polytechnique de Breslau. Avec son collègue Guido Bodländer (de) il publie la même année leurs travaux sur l'affinité électronique, un nouveau principe en chimie inorganique.
À partir de 1901, il est aussi rédacteur au journal Zeitschrift für Elektrochemie.
Abegg introduit la notion d'affinité électronique dans la chimie et pose ainsi les bases pour le Handbuch der Anorganischen Chemie (1905-1939). En 1904, Abegg établit la règle de valence qui porte son nom.
Abegg s'intéresse aussi à la photographie et aux voyages en aéronefs. Cet intérêt lui coûte néanmoins la vie : il meurt en 1910 à la suite du crash d'une montgolfière près de Kröslin. 

## Publications
- Über das Chrysen und seine Derivate. Schade, Berlin 1891
- Anleitung zur Berechnung volumetrischer Analysen. Grass, Barth & Co, Breslau 1900
- Die Theorie der elektrolytischen Dissociation. Enke, Stuttgart 1903